# Сягаскы
Сягаскы (устар. Сагас-Кы) — река в России, протекает по территории Красноярского края и Ямало-Ненецкого автономного округа. Устье реки находится в 60 км по правому берегу реки Покалькы. Длина реки составляет 27 км.

## Данные водного реестра
По данным государственного водного реестра России относится к Нижнеобскому бассейновому округу, водохозяйственный участок реки — Таз. Речной бассейн реки — Таз.
Код объекта в государственном водном реестре — 15050000112115300069336.